# あみだ池筋

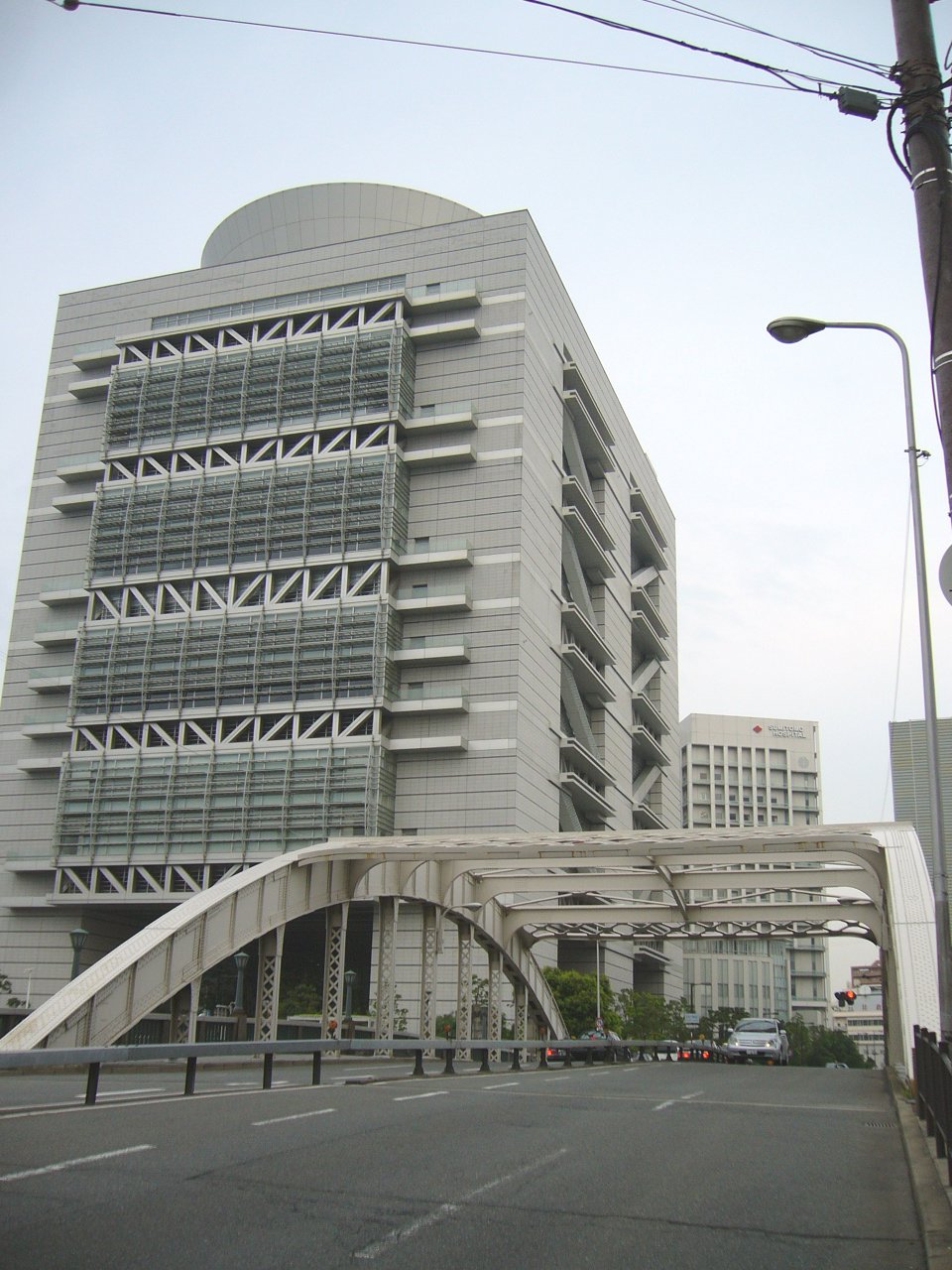
堂島大橋より中之島を望む
（左手前に大阪国際会議場、奧に住友病院が見える）

あみだ池筋（あみだいけすじ）は、大阪市内を南北に走る幹線道路の愛称。

## 概要
区間は北区の大淀中2交差点（十三筋交点）から浪速区の芦原橋駅北交差点（新なにわ筋交点）までの約5.4km。幅員12間（約21.8m）。
堂島大橋南詰交差点（中之島通交点）以北は大阪市道堂島十三線の一部区間、堂島大橋南詰交差点 - 桜川2交差点（千日前通交点）間は大阪市道中之島桜川線、桜川2交差点以南は大阪市道桜川恵美須町線の一部区間となる。
西区北堀江3丁目において道路愛称の由来となった和光寺（通称：あみだ池）の西を通る。

## 歴史
西側を並走する幅員50mの新なにわ筋および東側を並走する幅員40mのなにわ筋と比べると狭い道路だが、戦前はあみだ池筋と幅員13間（約23.4 m）の四つ橋筋が下船場・堀江における二大南北幹線で、大阪市電の敷設に伴い拡幅・新設された経緯を持つ。
- 1915年（大正4年）1月8日 桜川2交差点以南の区間に大阪市電西道頓堀天王寺線が延伸開業。
  - 鼬川に芦原橋が架橋された。
- 1921年（大正10年）7月23日 堂島大橋南詰交差点 - 桜川2交差点間に大阪市電桜川中之島線が開業。
  - 土佐堀川に土佐堀橋、江戸堀川に花乃井橋、京町堀川に千両橋、海部堀川に海部橋、道頓堀川に幸西橋が架橋された。
- 1927年（昭和2年）10月10日 堂島大橋架け替え。
- 1928年（昭和3年）4月10日 福島西通交差点（曽根崎通交点） - 堂島大橋南詰交差点間に大阪市電堂島大橋線が開業。

あみだ池筋を走る大阪市電の各路線は1968年（昭和43年）10月1日をもって廃止されている。

## 沿線情報
- 北区
  - ザ・シンフォニーホール
  - 浦江公園
  - 金蘭会中学校・高等学校
- 福島区
  - 聖天通
  - 大阪市立上福島小学校
  - 大阪市立福島小学校
  - 地域医療機能推進機構大阪病院
  - 下福島公園
  - 堂島 - 中州としての堂島、旧町名は堂島浜通
- 北区
  - 堂島大橋 - 堂島川
  - 中之島
    - 大阪国際会議場（グランキューブ大阪）
    - 住友病院

  - 土佐堀橋 - 土佐堀川
- 西区
  - 大阪市立花乃井中学校
  - 靱公園
  - 和光寺（あみだ池）
  - 立花通り（オレンジストリート） - 家具屋街、現在は服飾・インテリア・カフェなどのショッピング街
  - 幸西橋 - 道頓堀川

## 交差する道路
- 北区
  - 十三筋 - 大淀中2交差点
- 福島区
  - 曽根崎通（国道2号） - 福島西通交差点
- 北区
  - 中之島通 - 堂島大橋南詰交差点
- 西区
  - 土佐堀通 - 土佐堀2交差点
  - 本町通（国道172号） - 岡崎橋交差点
  - 中央大通 - 阿波座駅東交差点
  - 長堀通 - 白髪橋交差点
- 浪速区
  - 千日前通 - 桜川2交差点
  - 大浪通 - 立葉交差点
  - 新なにわ筋 - 芦原橋駅北交差点